# Christian von Hannover

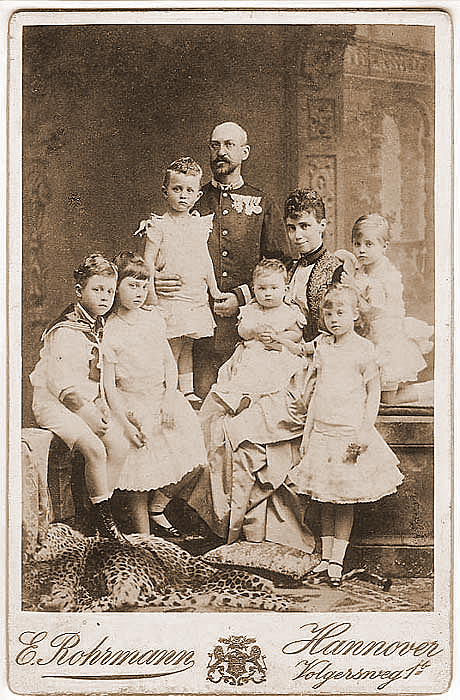
Neben seinem Vater Ernst August (II.) von Hannover stehend, Prinz Christian von Hannover. Auf dem Schoß der Mutter Thyra von Dänemark, der jüngste Sohn Ernst August (III.), auf dem Bild ganz links der Erstgeborene Georg Wilhelm.

Christian von Hannover (Christian Friedrich Wilhelm Georg Peter Waldemar Prinz von Hannover; * 4. Juli 1885 in Gmunden, Österreich-Ungarn; † 3. September 1901 in Gmunden), aus dem Geschlecht der Welfen, Prinz von Großbritannien und Irland, Herzog von Braunschweig-Lüneburg, war der zweitälteste Sohn von Ernst August, dem letzten Kronprinzen des Königreichs Hannover und von Thyra von Dänemark, der jüngsten Tochter König Christians IX. von Dänemark.

## Geschwister
Prinz Christian hatte fünf Geschwister:
- Marie Luise (1879–1948) ⚭ 1900 Prinz Max von Baden, letzter Reichskanzler des deutschen Kaiserreiches
- Georg Wilhelm (1880–1912), Herzog zu Braunschweig und Lüneburg, Prinz von Hannover, starb bei einem Autounfall im Wald bei Nackel in Brandenburg
- Alexandra (1882–1963) ⚭ 1904 Großherzog Friedrich Franz IV. von Mecklenburg-Schwerin
- Olga (1884–1958)
- Ernst August (III) (1887–1953), regierender Herzog von Braunschweig

⚭ 1913 Prinzessin Viktoria Luise von Preußen, einzige Tochter von Kaiser Wilhelm II.

## Vorfahren
| Ahnentafel Prinz Christian von Hannover  | Ahnentafel Prinz Christian von Hannover                                                                                 | Ahnentafel Prinz Christian von Hannover                                                                               | Ahnentafel Prinz Christian von Hannover                                                                                      | Ahnentafel Prinz Christian von Hannover                                                   | Ahnentafel Prinz Christian von Hannover                                                                                               | Ahnentafel Prinz Christian von Hannover                                                                                               | Ahnentafel Prinz Christian von Hannover                                                                    | Ahnentafel Prinz Christian von Hannover                                                                    |
| ---------------------------------------- | --- | --- | --- | ----------------------------------------------------------------------------------------- | --- | --- | --- | --- |
| Ururgroßeltern                           | König Georg III. von Großbritannien und Irland (1738–1820) ⚭ 1761 Sophie Charlotte von Mecklenburg-Strelitz (1744–1818) | Herzog Karl II. zu Mecklenburg-Strelitz (1741–1816) ⚭ 1768 Friederike Caroline Luise von Hessen-Darmstadt (1752–1782) | Herzog Friedrich von Sachsen-Hildburghausen (1763–1834) ⚭ 1785 Charlotte Georgine Luise von Mecklenburg-Strelitz (1769–1818) | Ludwig von Württemberg (1756–1817) ⚭ 1797 Henriette von Nassau-Weilburg (1780–1857)       | Herzog Friedrich Karl von Schleswig-Holstein-Sonderburg-Beck (1757–1816) ⚭ 1780 Friederike von Schlieben (1757–1827)                  | Landgraf Karl von Hessen-Kassel (1744–1836) ⚭ 1766 Louise von Dänemark und Norwegen (1750–1831)                                       | Landgraf Friedrich von Hessen-Kassel (1747–1837) ⚭ 1786 Karoline Polyxene von Nassau-Usingen (1762–1823)   | Friedrich von Dänemark (1753–1805) ⚭ 1774 Sophie Friederike von Mecklenburg (1758–1794)                    |
| Urgroßeltern                             | König Ernst August von Hannover (1771–1851) ⚭ 1815 Friederike von Mecklenburg-Strelitz (1778–1841)                      | König Ernst August von Hannover (1771–1851) ⚭ 1815 Friederike von Mecklenburg-Strelitz (1778–1841)                    | Herzog Joseph von Sachsen-Altenburg (1789–1868) ⚭ 1817 Amalie von Württemberg (1799–1848)                                    | Herzog Joseph von Sachsen-Altenburg (1789–1868) ⚭ 1817 Amalie von Württemberg (1799–1848) | Herzog Friedrich Wilhelm von Schleswig-Holstein-Sonderburg-Glücksburg (1785–1831) ⚭ 1810 Luise Karoline von Hessen-Kassel (1789–1867) | Herzog Friedrich Wilhelm von Schleswig-Holstein-Sonderburg-Glücksburg (1785–1831) ⚭ 1810 Luise Karoline von Hessen-Kassel (1789–1867) | Landgraf Wilhelm von Hessen-Kassel-Rumpenheim (1787–1867) ⚭ 1810 Louise Charlotte von Dänemark (1789–1864) | Landgraf Wilhelm von Hessen-Kassel-Rumpenheim (1787–1867) ⚭ 1810 Louise Charlotte von Dänemark (1789–1864) |
| Großeltern                               | König Georg V. von Hannover (1819–1878) ⚭ 1843 Marie von Sachsen-Altenburg (1818–1907)                                  | König Georg V. von Hannover (1819–1878) ⚭ 1843 Marie von Sachsen-Altenburg (1818–1907)                                | König Georg V. von Hannover (1819–1878) ⚭ 1843 Marie von Sachsen-Altenburg (1818–1907)                                       | König Georg V. von Hannover (1819–1878) ⚭ 1843 Marie von Sachsen-Altenburg (1818–1907)    | König Christian IX. von Dänemark (1818–1906) ⚭ 1842 Louise von Hessen (1817–1898)                                                     | König Christian IX. von Dänemark (1818–1906) ⚭ 1842 Louise von Hessen (1817–1898)                                                     | König Christian IX. von Dänemark (1818–1906) ⚭ 1842 Louise von Hessen (1817–1898)                          | König Christian IX. von Dänemark (1818–1906) ⚭ 1842 Louise von Hessen (1817–1898)                          |
| Eltern                                   | Ernst August von Hannover (1845–1923) ⚭ 1878 Thyra von Dänemark (1853–1933)                                             | Ernst August von Hannover (1845–1923) ⚭ 1878 Thyra von Dänemark (1853–1933)                                           | Ernst August von Hannover (1845–1923) ⚭ 1878 Thyra von Dänemark (1853–1933)                                                  | Ernst August von Hannover (1845–1923) ⚭ 1878 Thyra von Dänemark (1853–1933)               | Ernst August von Hannover (1845–1923) ⚭ 1878 Thyra von Dänemark (1853–1933)                                                           | Ernst August von Hannover (1845–1923) ⚭ 1878 Thyra von Dänemark (1853–1933)                                                           | Ernst August von Hannover (1845–1923) ⚭ 1878 Thyra von Dänemark (1853–1933)                                | Ernst August von Hannover (1845–1923) ⚭ 1878 Thyra von Dänemark (1853–1933)                                |
| Prinz Christian von Hannover (1885–1901) | | | |                                                                                           | | | | |

## Tod

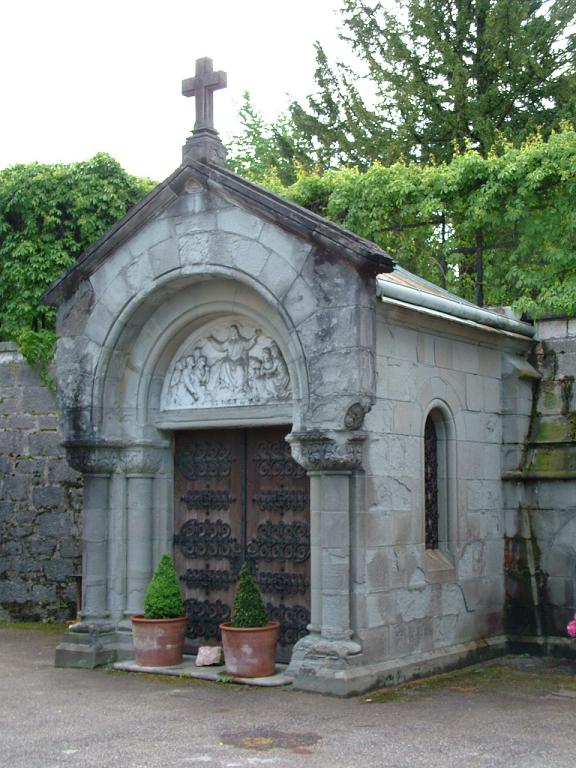
Zugangsbau zum Mausoleum von Schloss Cumberland in Gmunden, in dem auch Prinz Christian von Hannover bestattet ist

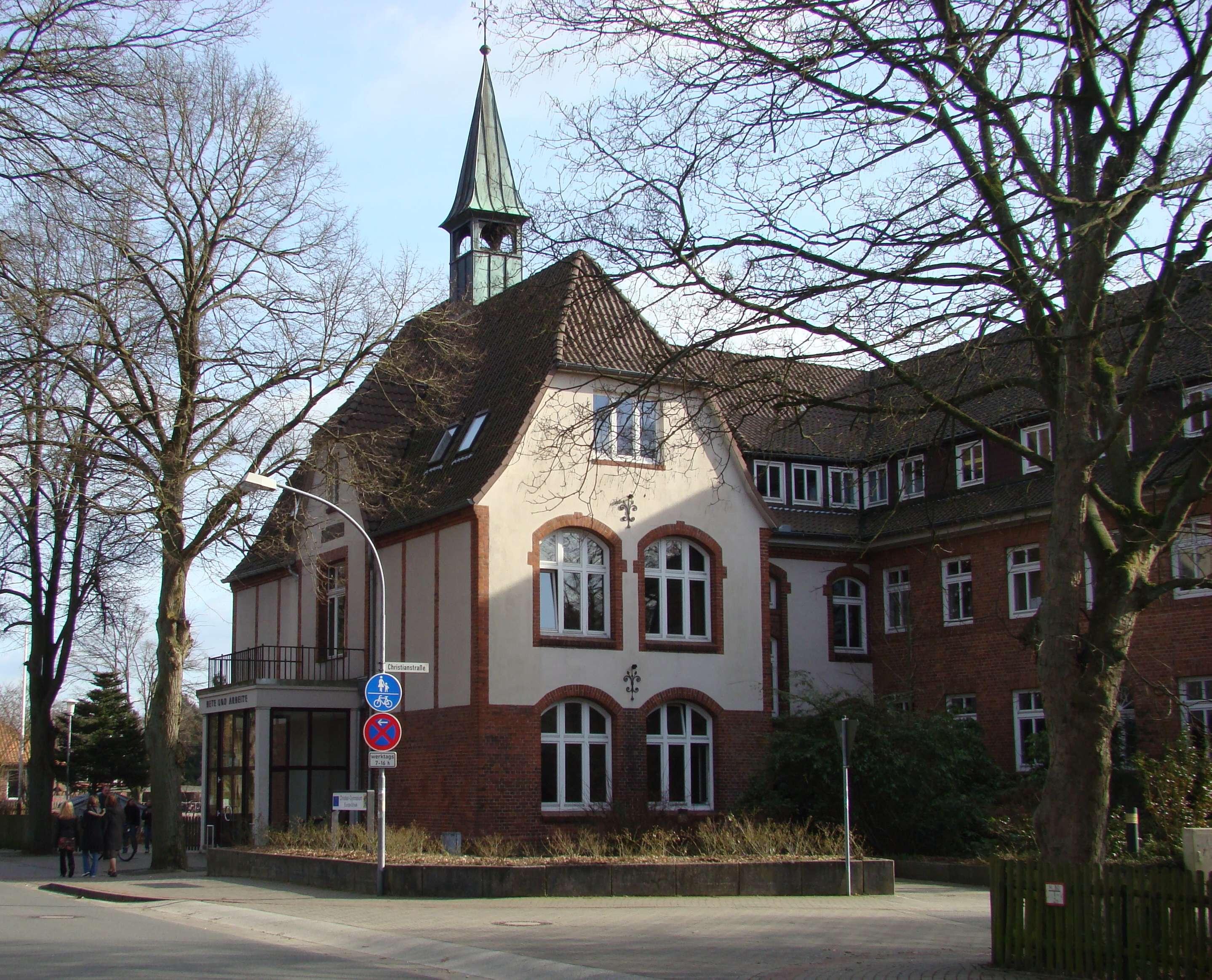
Alter Trakt der Christianschule Hermannsburg

Prinz Christian erkrankte an einer Blinddarmentzündung (Appendizitis), die nicht erkannt und behandelt wurde. An der hierdurch hervorgerufenen Bauchfellentzündung (Peritonitis) starb er im Alter von 16 Jahren. Er wurde im Mausoleum von Schloss Cumberland in Gmunden beigesetzt.
Aus dem Vermögen des verstorbenen Prinzen Christian vermachte seine Tante, Prinzessin Mary (1849–1904), Tochter von König Georg V. von Hannover, der Hermannsburger Missionsanstalt eine Stiftung in Höhe von 20.000 Mark, zweckgebunden für den Neubau einer Knabenschule in Hermannsburg. Am 24. April 1903 wurde der Grundstein für die heutige Christianschule gelegt. Am 14. April 1904 wurde die Christianschule, mit zunächst 94 Schülern, in der Trägerschaft der Missionsanstalt (heute Evangelisch-lutherisches Missionswerk in Niedersachsen (ELM)) eingeweiht.